# Paul Schiemann
Paul Schiemann (łot. Pauls Šīmanis) (ur. 17 marca 1876 w Mitawie, zm. 23 czerwca 1944 w Rydze) – łotewski polityk i działacz mniejszości niemieckiej na Łotwie, wyznawca poglądów Karla Rennera i Otto Bauera na sprawy narodowe, poseł na Sejm (1922–1934), redaktor gazety "Rigaische Rundschau" (1919–1933), przedstawiciel Łotwy w Europejskim Kongresie Narodowości (1923–1938).

## Życiorys
Urodził się w Kurlandii w rodzinie Niemców bałtyckich (Baltedeutschen). Studiował prawo na uniwersytecie w Dorpacie, który opuścił w wyniku narzucenia przez władze carskie wykładów w języku rosyjskim. Naukę kontynuował w Niemczech, po czym wrócił do Rosji. Osiadł w Tallinnie, gdzie został krytykiem teatralnym. Podjął pracę w dzienniku "Rigaische Rundschau".
Był zdeklarowanym liberałem. Ostro krytykował idee komunistyczne. Oponował przeciwko konserwatyzmowi niemieckich posiadaczy ziemskich w Inflantach. Opowiadał się za wprowadzeniem rządów demokratycznych w Rosji i na Łotwie. Należał do Niemieckiej Partii Demokratycznej.
W latach 1916–1920 przebywał w Niemczech, gdzie zapoznał się z Maxem Weberem, Friedrichem Naumannem i Theodorem Heussem. Lobbował tam za poparciem przez Niemcy bałtyckiej państwowości i demokracji w tych krajach ostrzegając przed zagrożeniem bolszewickim. Po powrocie na Łotwę zaangażował się w działalność Komitetu Narodowego Kārlisa Ulmanisa. Dalej zajmował się dziennikarstwem – od 1919 do 1933 roku wydawał "Rigaische Rundschau".
Działał w łotewskiej polityce. Sprawował mandat posła na Sejm I, II, III i IV kadencji (1922–1934) z okręgu Ryga. W swojej działalności jako polityk mniejszościowy nawiązywał do poglądów austriackich marksistów Karla Rennera i Otto Bauera. Propagował teorię "państwa anarodowego" ("anationaler Staat") jako remedium na europejskie nacjonalizmy, którą przedstawił m.in. na forum Europejskiego Kongresu Narodowości (Europäischer Nationalitätenkongress).
Należał do zdecydowanych przeciwników ruchu nazistowskiego. W 1933 w proteście przeciw dojściu do władzy NSDAP zrezygnował z prowadzenia finansowanej przez niemiecki MSZ gazety "Rigaische Rundschau". W latach 1933–1938 przebywał w Austrii, z której wróci na Łotwę po jej anschlussie.
W czasie II wojny światowej pomagał ryskim Żydom. Zmarł na krótko przed powrotem armii radzieckiej na Łotwę.